# His Private Secretary
His Private Secretary és una pel·lícula pre-codi estrenada el 10 de juny de 1933, dirigida per Phil Whitman i protagonitzada per Evalyn Knapp and John Wayne.

## Argument
Dick Wallace, fill despreocupat d'un home de negocis, torna a casa borratxo després de les tres de la matinada en companyia del seu amic Van i la germana d'aquest, Polly, que va darrere la seva fortuna. El pare de Dick, no creu que estigui realment enamorat de Polly sinó que només és un altre episodi de faldilles que fa que no se centri en la feina. Decideix donar-li una darrera oportunitat de fer-se un lloc en el seu negoci i li ofereix la posició de encarregat de cobraments. La primera tasca de Dick és cobrar una factura al reverend Dr. Hall, a Somerville, a unes cinquanta milles de la ciutat. En una benzinera, Dick sent que una atractiva rossa, Marion Boyd, espera l'autobús de Somerville. Després d'explicar-li que ha vist l'autobús espatllat a la carretera, s'ofereix a portar-la. Quan arriben a Somerville, Marion veu passar l'autobús i sentint-se enganyada rebutja les insinuacions de Dick i li tanca la porta als nassos. Dick s'assabenta que Marion és neta del reverend Hall per lo que truca el seu pare i li explica que li ha donat un ajornament. El pare, furiós, acomiada Dick però aquest no es molesta ara que veu que Marion està agraïda de l'ajornament del deute. Tanmateix, quan Dick li suggereix d'anar a sopar i fer un passeig i la besa, ella li dona una bufetada.
Dick intercanvia el seu descapotable per l'única benzinera del poble, però Marion decideix fer gasolina en una altra ciutat. Seguidament, Dick promet diners a Joe, un noi del que s'ha fet amic, si escampa tatxes per terra al voltant del cotxe de Marion. El pla funciona, Marion va a la benzinera a canviar la roda i sembla que es comencen a fer amics però aleshores ella sorprèn Dick esquivant Joe que porta la capsa de tatxes i, comprenent la situació, marxa enfadada.
Dick es presenta a l'església i s'asseu al costat de Marion i quan després aquesta passa la safata per recollir diners, ell hi deixa una nota demanant de veure-la després del servei. El reverend Hall, creient que la nota va dirigida a ell, el convida a casa a dinar. Poc abans que arribi, Marion té una conversa per telèfon amb el pare de Dick que està intentant trobar-lo i s'assabenta que l'ha acomiadat perquè els volia ajudar.
La reconciliació els fa veure que cadascun s'ha sentit ferit per l'altre però aviat es casen i tornen a la ciutat. En saber-ho el senyor Wallace diu a Dick que o bé abandona Marion o bé el desheretarà. Marion va a parlar amb el seu sogre però és confosa amb una candidata a un càrrec de secretària que està vacant i, gràcies a la seva iniciativa per superar l'encarregat de l'oficina, és contractada.
Marion planeja mantenir la feina fins a estar segura d'agradar al sogre, cosa que deixa a Dick descontent, ja que desbarata els seus plans de lluna de mel.
El pla funciona, ja que el senyor Wallace ben aviat aprecia com Marion es preocupa d'ell. Una nit ella s'ofereix a treballar fins tard a casa seva i allà descobreix una fotografia de Polly a la cambra que havia estat de Dick. Sense donar-hi massa importància, ella demana al senyor Wallace que doni a Dick l'oportunitat de triomfar en els negocis i ell diu que si ella està disposada a entrar en el negoci amb el seu fill està disposat a invertir-hi un milió de dòlars.
Quan Marion el truca per explicar-li les bones notícies, Dick està en una festa amb Van i Polly. Ella acaba la feina, va a buscar-lo allà i el troba embriac i Polly amb una actitud insinuant. Marion pensa el pitjor i decideix abandonar-lo.
L'endemà de bon matí el Sr. Wallace veu que la seva secretària no apareix i Dick li explica tota la veritat, i ell admet que Marion és una dona per la que val la pena lluitar. Dick li explica que Marion va tornar a Somerville, però que de seguida va marxar de la ciutat amb el seu avi i ha desaparegut. Li demana al seu pare una oportunitat de demostrar que és una persona de seny per si ella torna demostrar-li que estava equivocada, cosa que el seu pare accepta. Dick es reforma i treballa fort. Un dia Marion torna a Somerville i des d'allà truca l'oficina. L'encarregat li explica que en Dick està fet una altra persona i que ara és responsable però que voldrien tornar-la a veure.
Ella va a la casa dels Wallace, no hi troba ningú i decideix esperar Dick. Quan ell arriba ella pot veure d'amagat que tot seguit arriba també Polly, la qual s'insinua al seu marit. Quan Dick rebutja les insinuacions de Polly i la fa marxar, Marion i Dick es reconcilien, cosa que observa feliçment el seu pare que arriba en aquell moment.

## Repartiment
- Evalyn Knapp (Marion Hall)
- John Wayne (Dick Wallace)
- Reginald Barlow (Mr. Wallace)
- Alec B. Francis (Reverend Hall)
- Arthur Hoyt (Mr. Little)
- Natalie Kingston (Polly)
- Patrick Cunning (Van, germà de Polly)
- Al St. John (Tom, propietari del garatge)
- Hugh Kidder (Jenkins, el criat)
- Mickey Rentschler (Joe Boyd)

## Fitxa tècnica
- Direcció: Philip H. Whitman
- Direcció artística: Fred Preble
- Producció: Al Alt i D.J. Mountan
- Disseny de producción: Sam Katzman
- Guió: Lew Collins (història) i Jack Natteford (adaptació)
- Música: Abe Meyer
- So: Oscar Lagerstrom
- Fotografia: Abe Scholtz
- Muntatge: Robert Ray
- Vestuari: Eugene Joseff
- Productora: Screencraft Productions
- Distribuïdora: Showmen's Pictures, Inc.
- Durada: 61 minuts